# 作用方式
作用方式（mode of action，MoA）在药理学和毒理学中是指一个特定分子（如药物分子、毒物分子）在细胞层面上发挥特定药理或毒理作用的机理。
作用机制（mechanism of action，MOA）则是近似术语，两者的区别在于：作用方式是指特定分子在“细胞层面”发挥作用的机理，而作用机制是指特定分子在“分子层面”发挥作用的机理。举例而言，某一分子在细胞层面的作用方式是“转录调控”，这一分子在分子层面上的作用机制则可能与DNA分子结合。不过，因为学界对作用方式、作用机制、作用模式三者的定义并无明确共识，一些文献中也存在作用方式和作用机制两词混用的情况。
作用方式是连接分子层面的作用机制与生物体生理学上改变的桥梁。如果某一分子分子水平的作用机制尚未阐明，作用方式就显得尤为重要。